# Teoria della soluzione di Flory-Huggins
La teoria della soluzione di Flory–Huggins è un modello matematico della termodinamica di soluzioni polimeriche che tiene conto della grande diversità nelle dimensioni  molecolari nell'adattare la solita espressione per l'entropia di miscela. Il risultato è un'equazione per la variazione dell'energia libera di Gibbs {\displaystyle \Delta G_{m}} nella miscela di un polimero con un solvente. Anche se semplifica le ipotesi, genera risultati utili per l'interpretazione degli esperimenti.

## Teoria
L'equazione termodinamica per la variazione dell'energia libera di Gibbs di una soluzione a temperatura e pressione (esterna) costanti è
{\displaystyle \Delta G_{m}=\Delta H_{m}-T\Delta S_{m}\,}
La variazione, denominata {\displaystyle \Delta }, è il valore di una variabile per una soluzione o miscela meno i valori per le componenti considerate separatamente. L'obiettivo è trovare formule esplicite di {\displaystyle \Delta H_{m}} e {\displaystyle \Delta S_{m}}, gli incrementi dell'entalpia e dell'entropia associate con il processo di miscelazione.
Il risultato ottenuto da Flory  e da Huggins è
{\displaystyle \Delta G_{m}=RT[\,n_{1}\ln \phi _{1}+n_{2}\ln \phi _{2}+n_{1}\phi _{2}\chi _{12}\,]\,}
La parte destra è una funzione del numero di moli {\displaystyle n_{1}} e la frazione volumica {\displaystyle \phi _{1}} del solvente (componente {\displaystyle 1}), il numero di moli {\displaystyle n_{2}} e la frazione volumica {\displaystyle \phi _{2}} del polimero (componente {\displaystyle 2}), con l'introduzione del parametro {\displaystyle \chi } che tiene conto dell'energia d'interdispersione tra molecole di polimero e solvente. {\displaystyle R} è la costante dei gas e {\displaystyle T} la temperatura assoluta. La frazione volumica è analoga alla frazione molare, ma è pesata per tenere conto delle dimensioni relative delle molecole. Per soluto con molecole piccole, compaiono le frazioni molari nella relazione sopra, e questa modifica è l'innovazione dovuta a Flory e Huggins. Nel caso generale del parametro di miscela, {\displaystyle \chi }, è un'energia libera, 
che include una componente entropica.

## Derivazione
In primo luogo calcoliamo l'entropia di miscelazione, ovvero l'incremento dell'incertezza circa le posizioni delle molecole quando sono in soluzione. Nella fase condensata pura — solvente e polimero — ovunque guardiamo troviamo una molecola. Naturalmente, qualsiasi nozione di "trovare" una molecola in un dato luogo
è solo un esperimento mentale poiché non possiamo effettivamente esaminare la dimensione spaziale delle molecole. L'espressione per l'entropia di miscela di molecole piccole in termini di frazione molare non ha senso quando il soluto è una catena macromolecolare. Teniamo conto di tale dissimmetria nelle dimensioni molecolari assumendo che singoli segmenti di polimero e singole molecole di solvente occupino siti su un reticolo. Ogni sito è occupato esattamente da una molecola del solvente o da un monomero della catena polimerica, quindi il numero totale di siti è
{\displaystyle N=N_{1}+xN_{2}\,}
{\displaystyle N_{1}} è il numero di molecole del solvente e {\displaystyle N_{2}} il numero di molecole di polimero, ciascuna costituita da {\displaystyle x} segmenti. Dalla meccanica statistica possiamo calcolare la variazione di entropia (l'incremento nell'
incertezza spaziale), che risulta dalla miscelazione di soluto e solvente.
{\displaystyle \Delta S_{m}=-k[\,N_{1}\ln(N_{1}/N)+N_{2}\ln(xN_{2}/N)\,]\,}
dove {\displaystyle k} è la costante di Boltzmann. Definiamo le frazioni volumiche del reticolo {\displaystyle \phi _{1}} e {\displaystyle \phi _{2}} come:
{\displaystyle \phi _{1}=N_{1}/N\,}
{\displaystyle \phi _{2}=xN_{2}/N\,}
Abbiamo pure la possibilità che un particolare sito del reticolo, scelto casualmente, sia occupato da molecole del solvente o da un segmento di polimero. Dunque:
{\displaystyle \Delta S_{m}=-k[\,N_{1}\ln \phi _{1}+N_{2}\ln \phi _{2}\,]\,}
Per soluti le cui molecole occupano un solo sito reticolare, {\displaystyle x} diventa uno, e la frazione volumica diventa la frazione molecolare o frazione molare, e ritroviamo l'equazione usuale della teoria delle miscele ideali.
Oltre all'effetto entropico, possiamo aspettarci una variazione di entalpia. Consideriamo tre interazioni molecolari: solvente-solvente {\displaystyle w_{11}}, monomero-monomero {\displaystyle w_{22}} (non legati covalentemente, ma tramite legami dipolari tra differenti sezioni della catena polimerica), e monomero-solvente {\displaystyle w_{12}}. Quest'ultima interazione si verifica a scapito della media delle altre due, quindi l'incremento di energia per contatto monomero-solvente è:
{\displaystyle \Delta w=w_{12}-{\begin{matrix}{\frac {1}{2}}\end{matrix}}(w_{22}+w_{11})\,}
Il numero totale dei contatti è:
{\displaystyle xN_{2}z\phi _{1}=N_{1}\phi _{2}z\,}
dove {\displaystyle z} è il numero di coordinazione, il numero di primi vicini per un sito del reticolo, ognuno occupato da un segmento della catena polimerica o da una molecola di solvente. Quindi, {\displaystyle xN_{2}} è il numero totale di segmenti polimerici (monomeri) presenti nella soluzione, mentre {\displaystyle xN_{2}z} è il numero di primi vicini per tutti i segmenti polimerici. Moltiplicando per la probabilità {\displaystyle \phi _{1}} di trovare un sito occupato da una molecola di solvente , si ottiene il numero totale delle interazioni polimero-solvente. L'approssimazione della teoria di campo medio si ottiene con questa procedura, riducendo così un problema complesso a molte interazioni a un problema più semplice ad una interazione sola.
La variazione di entalpia è uguale alla variazione di energia per l'interazione monomero polimerico-solvente per il numero totale di tali interazioni
{\displaystyle \Delta H_{m}=N_{1}\phi _{2}z\Delta w\,}
Il parametro d'interazione polimero-solvente chi viene definito come
{\displaystyle \chi _{12}=z\Delta w/kT\,}
Dipende dalla natura sia del solvente che del soluto, ed è l'unico parametro materiale-specifico del modello Flory-Huggins. La variazione di entalpia diventa
{\displaystyle \Delta H_{m}=kTN_{1}\phi _{2}\chi _{12}\,}
Tenendo conto dei vari termini, la variazione di energia totale diventa 
{\displaystyle \Delta G_{m}=RT[\,n_{1}\ln \phi _{1}+n_{2}\ln \phi _{2}+n_{1}\phi _{2}\chi _{12}\,]\,}
dove dall'espressione con il numero di molecole {\displaystyle N_{1}} e {\displaystyle N_{2}} si passa alle moli {\displaystyle n_{1}} e {\displaystyle n_{2}} sostituendo la costante di Avogadro {\displaystyle N_{A}} con la costante dei gas {\displaystyle R=kN_{A}}.
Il valore del parametro d'interazione viene stimato tramite il parametro di solubilità di Hildebrand {\displaystyle \delta _{a}} e {\displaystyle \delta _{b}}
{\displaystyle \chi _{12}=V_{seg}(\delta _{a}-\delta _{b})^{2}/RT\,}
dove {\displaystyle V_{seg}} è il volume effettivo di un segmento di polimero.
Questo trattamento non tenta di calcolare l'entropia conformazionale del piegamento per catene polimeriche. (Vedi l'argomento elica casuale.) Le conformazioni dei polimeri detti amorfi si modificano dentro una soluzione, e la maggior parte dei polimeri termoplastici hanno regioni cristalline lamellari che non persistono in soluzione quando le catene si separano. Questi fenomeni sono accompagnati da cambiamenti aggiuntivi di energia ed entropia.
Nel caso generalizzato l'interazione {\displaystyle \Delta w} e il conseguente parametro di miscelazione, {\displaystyle \chi }, è un parametro di energia libera, quindi con una componente entropica. Ciò significa che, oltre la regolare entropia di miscelazione, vi è un altro contributo entropico dall'interazione tra solvente e monomero. Questo contributo è talvolta molto importante per fare previsioni quantitative delle proprietà termodinamiche.
Esistono teorie sulle soluzioni avanzate, come la teoria di Flory-Krigbaum.